# 팔마로 (순천시)
팔마로(Palma-ro)는 전라남도 순천시 장천동 순고오거리에서 연향동 팔마오거리를 연결하는 도로이다.

## 주요 경유지
전라남도
- 순천시 (장천동 . 풍덕동 . 조곡동 . 덕암동 . 연향동)

## 노선
| 이름             | 접속 노선                     | 소재지 | 소재지 | 비고 |
| ---------------- | ----------------------------- | ------ | ------ | ---- |
| 순고오거리       | 중앙로 우석로 청사큰길        | 순천시 | 장천동 |      |
| (하인재)         | 하인제2길                     | 순천시 | 장천동 |      |
| 버스터미널사거리 | 성남뒷길 장천3길              | 순천시 | 장천동 |      |
| 순천지하차도     |                               | 순천시 | 장천동 |      |
| 남부시장사거리   | 장평로 강남로                 | 순천시 | 풍덕동 |      |
| 풍덕교           |                               | 순천시 | 풍덕동 |      |
|                  | 조곡동                        | 순천시 |        |      |
| (조곡)           | 중앙초등길 역전1길            | 순천시 |        |      |
| 역전거리 교차로  | 역전길 역전광장2길 풍덕주택길 | 순천시 |        |      |
| (역전시장)       | 중앙초등아랫길                | 순천시 | 덕암동 |      |
| 이마트사거리     | 남산로                        | 순천시 | 덕암동 |      |
| (하풍)           | 하풍3길                       | 순천시 | 풍덕동 |      |
| 구암삼거리       | 팔마로 하풍새길               | 순천시 | 풍덕동 |      |
| (명말)           | 팔마1길 명말2길               | 순천시 | 연향동 |      |
| (팔마)           | 팔마1길                       | 순천시 | 연향동 |      |
| 팔마오거리       | 가산로                        | 순천시 | 연향동 |      |
| 여순로와 직결    |                               |        |        |      |

## 주요 건물 및 시설
- S-OIL 호남주유소 (팔마로 9/장천동 84-10)
- 순천역 (팔마로 135/덕암동 139-1)
- 롯데렌트카 순천지점 (팔마로 145/덕암동 188-101)
- GS25 순천브라운도트점 (팔마로 153/덕암동 188-18)
- 이마트 순천점 (팔마로 191/덕암동 169)
- 스타벅스 순천이마트점 (팔마로 191/덕암동 169)
- 스피드메이트 이마트순천점 (팔마로 191/덕암동 169)
- GS칼텍스 친구주유소 (팔마로 192/덕암동 221-7)
- 삼성스토어 남순천점 (팔마로 207/덕암동 159-9)
- 홈플러스 스페셜 순천풍덕점 (팔마로 222/풍덕동 300)
- SK에너지 순천가스 SK충전소 (팔마로 223/덕암동 155)
- 팔마종합운동장 (팔마로 333/연향동 752)
- E1 순천LPG 충전소 (팔마로 343/연향동 139-1)